# Lijst van universiteiten in China
Dit is een lijst van universiteiten in China.
- Universiteit van Nanjing - Nanjing, Jiangsu
- Northeast Normal Universiteit - Changchun, Jilin
- Chinese Universiteit (CUHK) (香港中文大學) - Hongkong
- Shanghai Jiao Tong Universiteit - Shanghai
- Tibet-universiteit - Lhasa, Tibet
- Tsinghua Universiteit - Peking
- Universiteit van Peking - Peking
- Chinese Universiteit voor Buitenlandse Zaken - Peking
- Universiteit voor Internationale Betrekkingen - Peking
- Universiteit voor Vreemde Talen van Peking - Peking
- Zuidwestelijke Universiteit voor Nationaliteiten - Chengdu, Sichuan